# Brainiac (programa de televisión)
Brainiac fue la versión española de exitoso programa de televisión británico Brainiac: Science Abuse, de Sky 1. Estaba producido por Notro Films bajo la dirección de Martín Cappelletti Gutiérrez, y se emitió por el canal de televisión español Cuatro desde el 14 de abril de 2007. El 22 de septiembre de 2007 se estrenó su segunda temporada. El programa se emitía al mediodía. 
En su primera temporada se emitió los sábados en prime time. Posteriormente se trasladó al mediodía de los sábados y domingos.

## Formato
Basado en un formato inglés (Brainiac: Science Abuse), Braniac trataba de convertir la divulgación científica en espectáculo televisivo. Bajo el lema «si se puede imaginar se puede hacer», el objetivo del programa era usar la televisión como medio para explicar de forma divertida los conceptos científicos, desmitificar leyendas urbanas o hacer experimentos químicos y físicos espectaculares.

## Presentadores
- Máster Brainiac interpretado por el actor Julian Iantzi. Es activo, divertido, irónico y no tiene piedad con los brainiacs que sufren sus experimentos. Si hay algún problema no duda en hacerlo él mismo.

- Adrenalina Neil interpretado por el actor Neil Solé. Si hay algo que lo caracteriza es el amor hacia el riesgo, el motor y la acción. Es capaz de todo y nunca pierde la compostura y su sentido del humor.

- Doc Braniac interpretado por Javier Sánchez en la primera temporada y substituido por Pere Aznar a partir de la segunda. Doc está chalado y lo muestra al hacer los experimentos en su laboratorio. Domina todas las ciencias pero no conoce ninguna. No duda en explicar el porqué de un experimento. Sustituye al antiguo Doc.

- Kill Laura interpretada por actriz y cantante Laura More. Sólo aparece en la primera temporada. Kill Laura tenía el aspecto de Beatrix Kiddo y llevaba el mismo traje que ella.

- Lady Brainiac interpretada por la actriz Manuela Velasco. Capaz de todo, valerosa, le encanta la acción. Sustituye a Kill Brainiac en la segunda temporada.

## Audiencias
| Temporada | Temporada | Episodios | Estreno                  | Final                   | Audiencia media | Audiencia media | Audiencia media |
| Temporada | Temporada | Episodios | Estreno                  | Final                   | Espectadores    | Cuota           |                 |
| --------- | --------- | --------- | ------------------------ | ----------------------- | --------------- | --------------- | --------------- |
|           | 1         | 13        | 14 de abril de 2007      | 7 de julio de 2007      | 763 000         | 6,7%            |                 |
|           | 2         | 14        | 22 de septiembre de 2007 | 29 de diciembre de 2007 | 392 000         | 6,0%            |                 |
| Total     | Total     | 27        | 2007                     | 2007                    | 577 000         | 6,3%            |                 |

## Primera temporada (2007)
| Temporada 1 |    |                     |                |
| 1           | 1  | 14 de abril de 2008 | 862 000 (5,7%) |
| 2           | 2  | 21 de abril de 2008 | 745 000 (4,8%) |
| 3           | 3  | 28 de abril de 2008 | 877 000 (6,4%) |
| 4           | 4  | 5 de mayo de 2008   | 794 000 (7,5%) |
| 5           | 5  | 12 de mayo de 2008  | 552 000 (5,3%) |
| 6           | 6  | 19 de mayo de 2008  | 776 000 (7,0%) |
| 7           | 7  | 26 de mayo de 2008  | 790 000 (7,1%) |
| 8           | 8  | 2 de junio de 2008  | 800 000 (7,2%) |
| 9           | 9  | 9 de junio de 2008  | 826 000 (7,5%) |
| 10          | 10 | 16 de junio de 2008 | 865 000 (7,9%) |
| 11          | 11 | 23 de junio de 2008 | 791 000 (7,5%) |
| 12          | 12 | 30 de junio de 2008 | 683 000 (7,0%) |
| 13          | 13 | 7 de julio de 2008  | 554 000 (5,7%) |

## Segunda temporada (2007)
| Temporada 2 |    |                          |                |
| 1           | 1  | 30 de septiembre de 2007 | 724 000 (6,6%) |
| 2           | 2  | 7 de octubre de 2007     | 698 000 (6,1%) |
| 3           | 3  | 13 de octubre de 2007    | 344 000 (4,1%) |
| 4           | 4  | 20 de octubre de 2007    | 449 000 (4,6%) |
| 5           | 5  | 27 de octubre de 2007    | 540 000 (5,0%) |
| 6           | 6  | 3 de noviembre de 2007   | 553 000 (5,6%) |
| 7           | 7  | 10 de noviembre de 2007  | 268 000 (6,9%) |
| 8           | 8  | 17 de noviembre de 2007  | 327 000 (7,9%) |
| 9           | 9  | 24 de noviembre de 2007  | 269 000 (6,9%) |
| 10          | 10 | 1 de diciembre de 2007   | 205 000 (5,6%) |
| 11          | 11 | 8 de diciembre de 2007   | 284 000 (6,3%) |
| 12          | 12 | 15 de diciembre de 2007  | 291 000 (8,4%) |
| 13          | 13 | 22 de diciembre de 2007  | 320 000 (4,6%) |
| 14          | 14 | 29 de diciembre de 2007  | 211 000 (5,2%) |

## Secciones

### Cocina a lo bestia
Cuando Brainiac se ve obligada a alimentar a su horda de brainiacs, activa su materia gris para preparar comida en proporciones de mierda

### El furgón blindado
Mil maneras. Un solo objetivo. Abrir la furgoneta blindada. ¿Fácil? No lo creas...

### La canción del verano
¿Alguna vez has tenido en la cabeza alguna canción estúpida, simplona y con un estribillo casi adhesivo? Brainiac se preocupa y va a erradicarlas de una vez por todas destrozando de manera MUY agresiva la radio que lo reproduce.

### Patas arriba
Unos cuantos famosos probarán a cocinar colgados boca abajo. La comida parecerá que no está sujeta a las leyes de la gravedad.

### Brainiac FX
Master Brainiac vive acciones trepidantes propias de las películas de acción, y demostrará, paso a paso, cómo se rueda estas escenas, entre otras, caer desde 15 metros.

### Experimentos dequímicayfísica
DOC experimentará con multitud de elementos químicos y leyes físicas para demostrar cosas increíbles. Suele añadir mucho humor fácil a esta sección.

### La cámara infrarroja
El infrarrojo es un tipo de onda lumínica que nos hace ver las temperaturas de la materia, y nos transmiten información térmica en distintas situaciones.

### La mazmorra
Unos intrépidos brainiacs comprobarán cómo responde nuestro cuerpo frente a determinadas situaciones, y para experimentarlo sufrirán los efectos de los estornudos, la dentera...
Así se comprueba el principio de acción-reacción.

### Big-ones
Los brainiacs viajan por todo el mundo para vivir experiencias alucinantes como hacer rappel en un precipicio de más de 100 metros de altura, lanzarse desde 10 000 metros en una caída H.A.L.O.... etc. Los productores de Brainiac dividen estas escenas en dos partes para añadir tensión a la escena.

### Brainiac news
Es una sección muy simple que se ocupa de mostrar una noticia destacada del mundo científico, aunque casi siempre suele ser una curiosidad.

### Brainiac Internacional
Muestran experimentos típicos de Brainiac pero con una diferencia, que están rodados por el programa Brainiac anglosajón. Normalmente sale un "profesor chiflado" que ama las explosiones y el fuego.

### Selección Brainiac
En él se batirán récords, se podrá disfrutar de distintas competiciones y se enseñará qué hay que hacer en situaciones de riesgo.

## Premios
- Nominado a los Premios Zapping 2007 en la categoría Mejor programa de entretenimiento.